# Vișina, Olt
Vișina là một xã thuộc hạt Olt, România. Dân số thời điểm năm 2002 là 3377 người.